# Larissa (lune)
Pour les articles homonymes, voir Larissa.
Larissa est le quatrième plus gros satellite naturel de Neptune.

## Historique

### Découverte
L'objet a été initialement découvert par Harold J. Reitsema, William B. Hubbard, Larry A. Lebofsky et David J. Tholen lors d'une occultation d'étoile par Neptune le 24 mai 1981, mais cette observation ponctuelle (alors dénommée S/1981 N 1) ne permettait pas d'établir son orbite. Son existence a été confirmée par Stephen P. Synnott lors du passage de la sonde Voyager 2 près de Neptune peu avant le 28 juillet 1989.

### Dénomination
Temporairement désigné  S/1989 N 2, son nom vient de Larissa (en) dans la mythologie grecque. Petite-fille de Triopas, roi d'Argos, elle eut de Poséidon trois fils : Achaïos, Phthios et Pélasgos (ce dernier porte le nom du père de Larissa).

## Caractéristiques physiques
Larissa est un petit corps céleste irrégulier et ne présente aucune activité géologique. Il est criblé de cratères d'impact.

## Orbite
L'orbite de Larissa, située en deçà de l'orbite synchrone de Neptune, est instable et ce satellite spirale lentement vers Neptune sous l'effet des forces de marée exercées par celle-ci. Il devrait probablement se briser en franchissant la limite de Roche, formant un nouvel anneau planétaire, ou s'écraser sur Neptune.